# Jean Poirot (médecin)
Pour les articles homonymes, voir Poirot.
Jean Albert Poirot, né à Saulxures-sur-Moselotte le 8 mars 1914 et mort à Nancy le 19 mai 1981, est un médecin, un résistant et un homme politique français.

## Biographie

### Le médecin
Jean Poirot effectue ses études secondaires à Mattaincourt puis à l'institut Saint-Joseph d'Épinal. Après son baccalauréat, il étudie la médecine et suit les cours de l'École de Santé annexe de Toulon puis ceux de l'université de Nancy. Il effectue son internat à l'hôpital psychiatrique de Maréville à Laxou. Sa thèse, soutenue en 1940, porte sur le syndrome de Wallenberg. Spécialisé en neuropsychiatrie il choisit cependant de s'installer comme médecin généraliste à Corcieux. En 1954, il ouvre à Épinal un cabinet de médecin neuropsychiatre. Il fonde des dispensaires de consultations psychiatriques dans le département des Vosges et aide à l'installation d'établissements recevant des enfants déficients ou inadaptés : à Rouceux (Neufchâteau), Belval (Portieux), Châtel-sur-Moselle, aux Trois-Scieries (Saint-Dié-des-Vosges), à Droiteval (Claudon), Razimont (Épinal), Golbey et Fontenoy-le-Château.
En 1965 en tant que médecin-chef du service d'hygiène mentale départemental des Vosges, il attire l'attention du gouvernement sur les jeux d'argent comme le Tiercé qu'il considère comme une névrose collective. Il écrit pour cela au président de la République . Cela lui vaut le surnom de Docteur anti-tiercé.

### Le Résistant
Lors de la Seconde Guerre mondiale, il fait le maximum pour éviter à ses concitoyens d'être recrutés pour le service du travail obligatoire, S.T.O. Puis il rejoint les combattants du maquis de Corcieux et organise le groupe sanitaire,.Dénoncé aux Allemands, il est arrêté le 20 septembre 1944. Il sera déporté au camp de Schirmeck puis à Gaggenau d'où il s'évade.

### L'homme politique
Il est maire de Corcieux de 1945 à 1948, puis de 1971 à 1972. Il est aussi conseiller général du canton de Corcieux de 1945 à 1981 et conseiller régional de Lorraine de 1974 à 1977. 
Il fonde en 1961 l'Amicale des conseillers généraux de Lorraine et en 1973 l'Union des conseillers généraux de France.

## Distinctions
Il est fait chevalier de l'ordre de la Légion d'honneur en 1948 puis officier du même ordre en 1971.

## Hommages

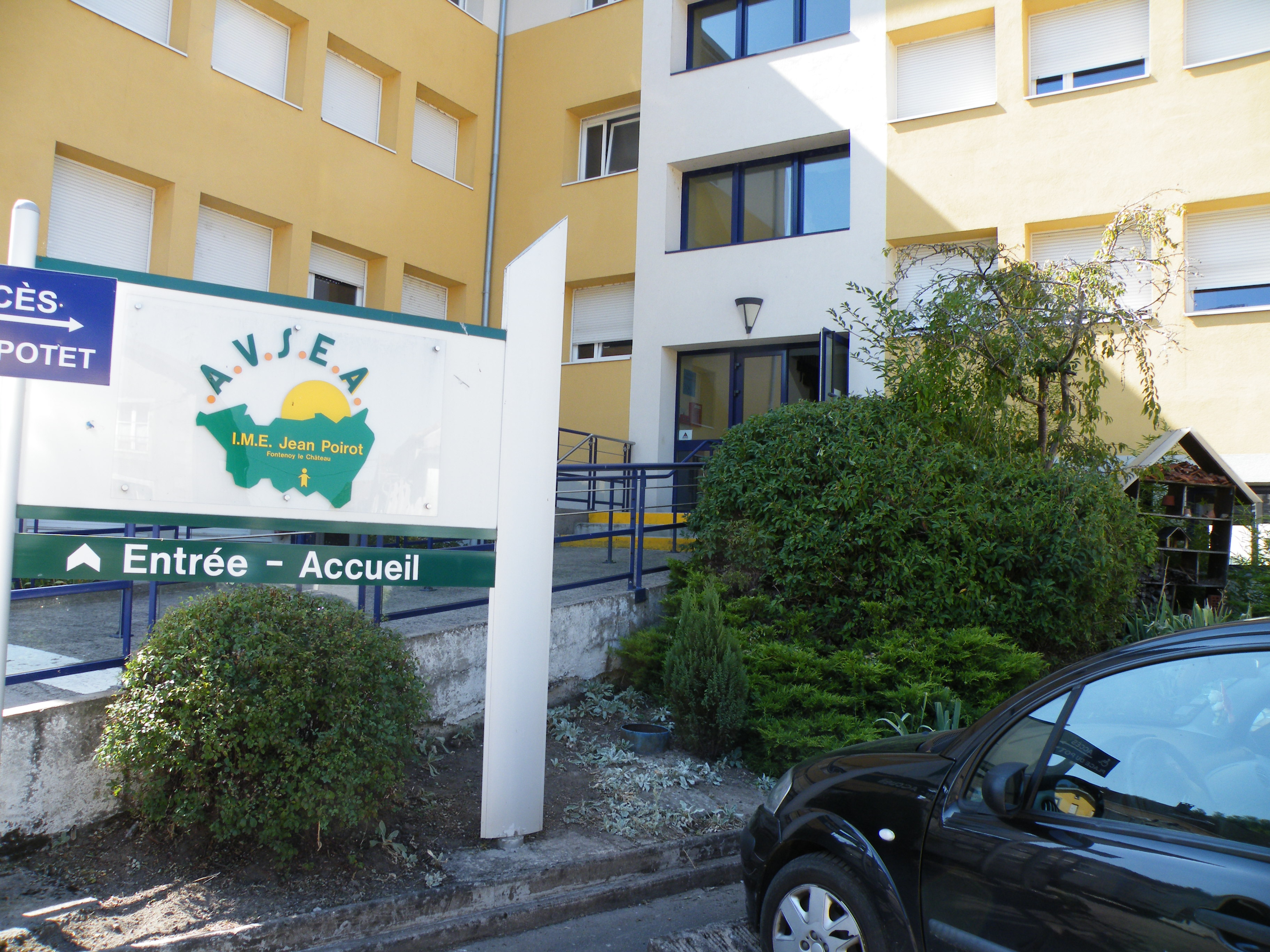
Institut médico-éducatif Jean-Poirot de Fontenoy-le-Château.

- L'Institut médico-pédagogique de Fontenoy-le-Château porte son nom[10].
- Une rue de Corcieux porte son nom.